# Middleclass supersports

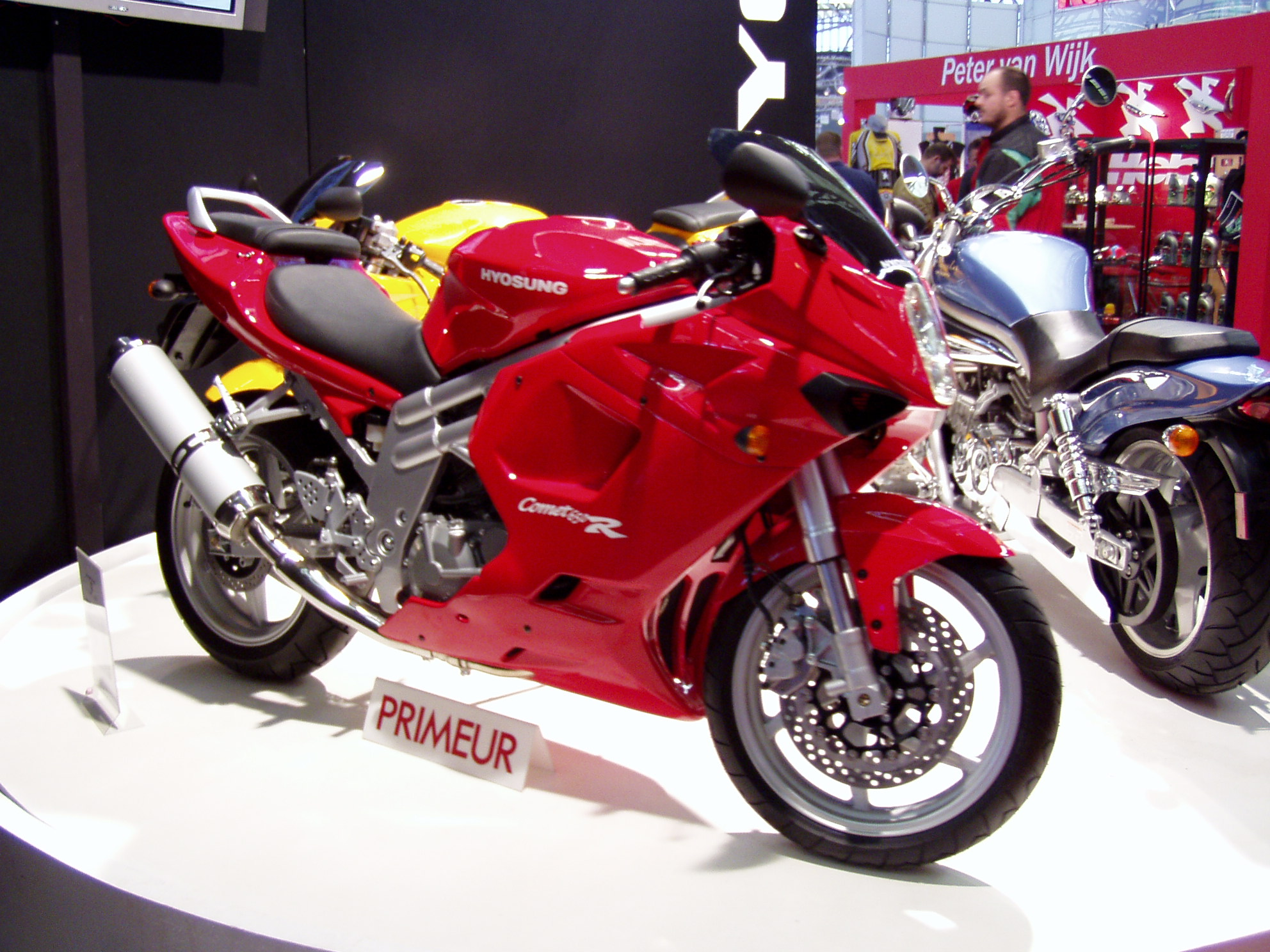
middleclass supersports: Hyosung Comet 650 R

Middleclass supersports is een motorfietsclassificatie.
Dit is een sportieve motorfiets met een cilinderinhoud tussen 500 en 750 cc. Ze zijn snel en handelbaar door laag gewicht en hoog vermogen. Voorbeelden: Honda CBR 600rr, Kawasaki ZX-6 R. Suzuki gsx-6 R, Yamaha R6